# 아시안 하이웨이 1호선
아시안 하이웨이 1호선(Asian Highway 1, )은 아시안 하이웨이의 노선 중 하나로, 총연장 20,557km으로 아시안 하이웨이 노선 중에서 가장 긴 노선이다. 
명목상 일본의 도쿄를 출발점으로 하여 대한민국 - 조선민주주의인민공화국 - 중화인민공화국 - 동남아시아 - 인도를 거쳐 튀르키예와 불가리아의 국경선을 종착점으로 한다. 

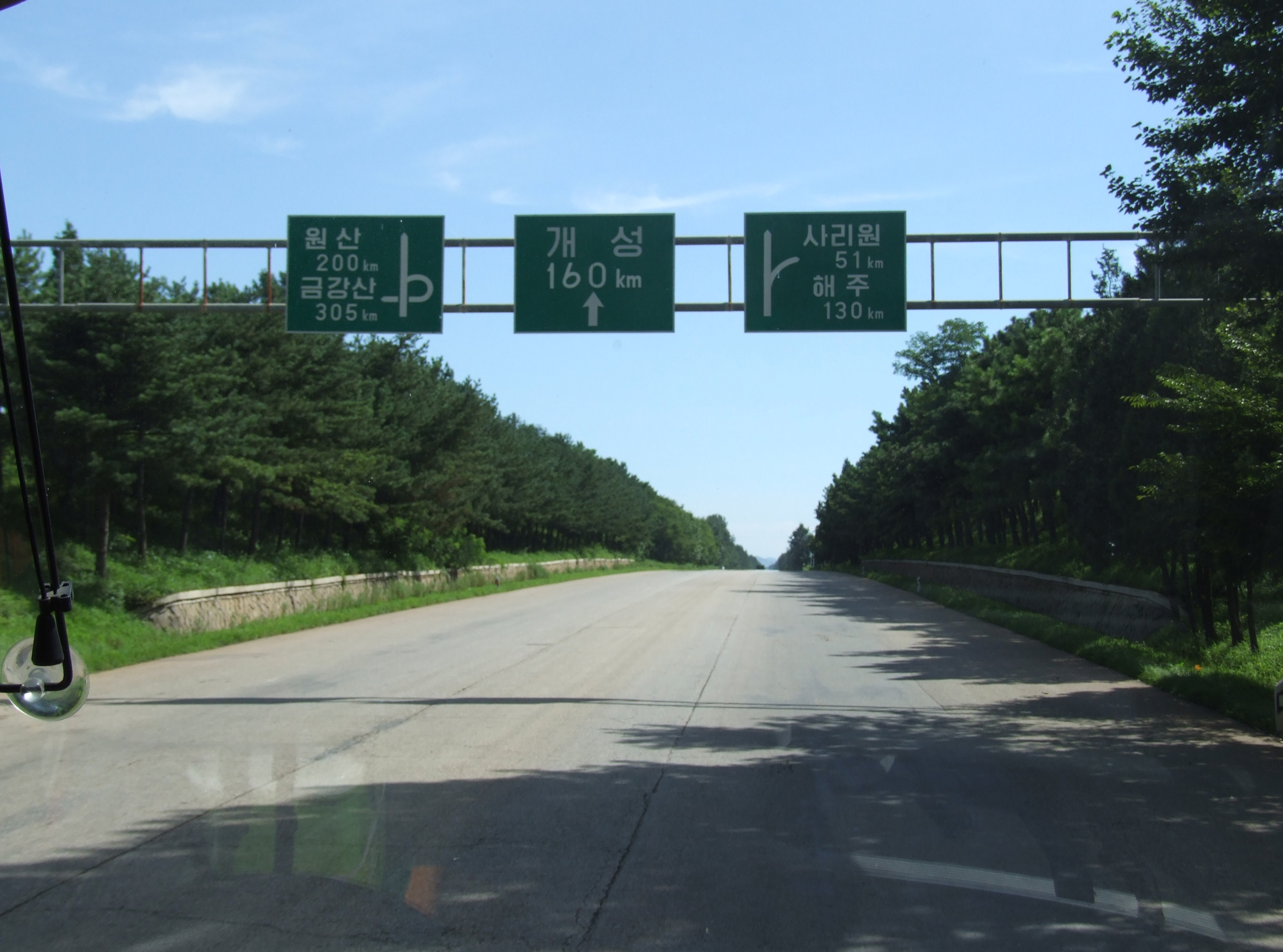
개성 방면 표지판
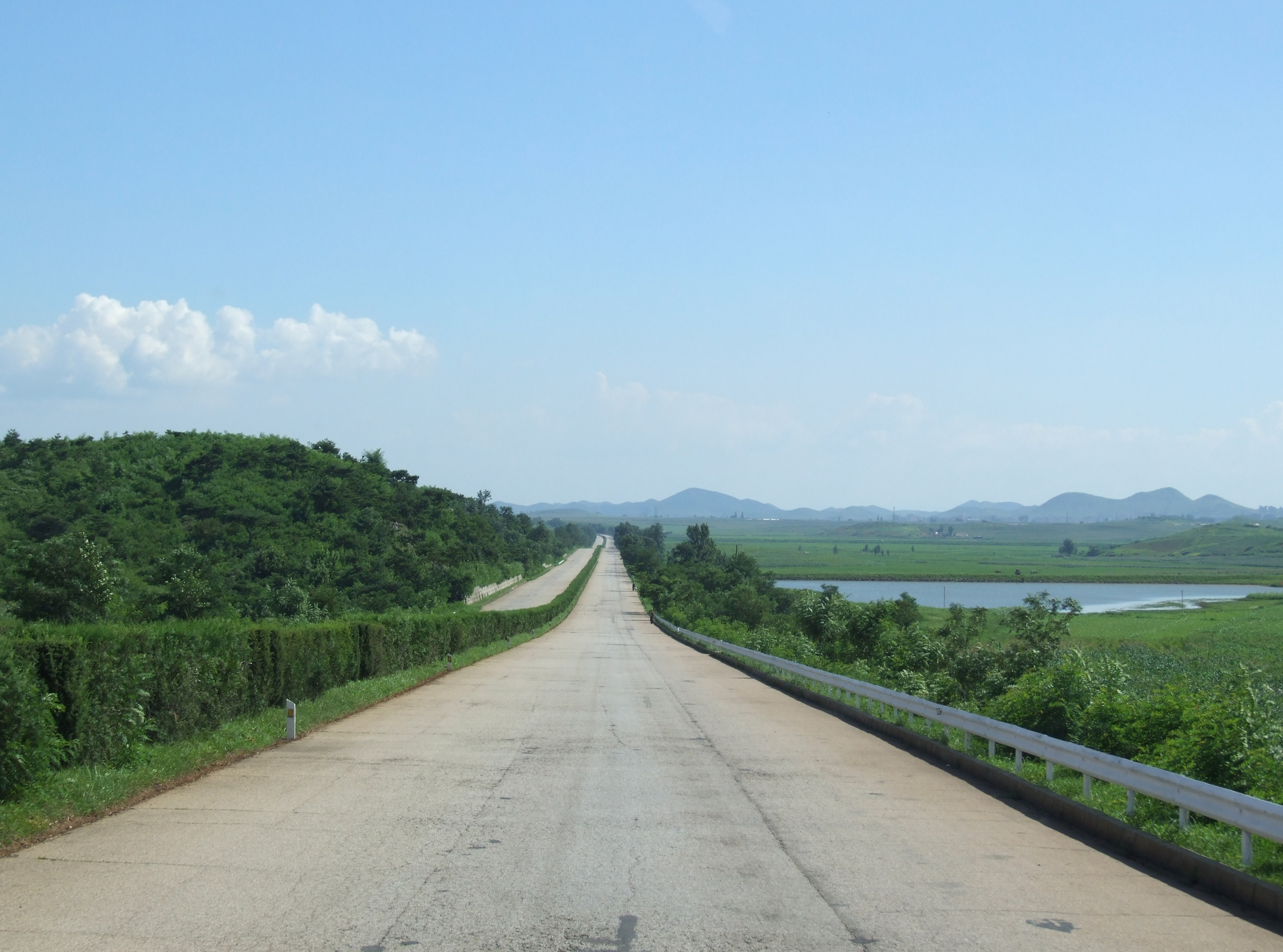
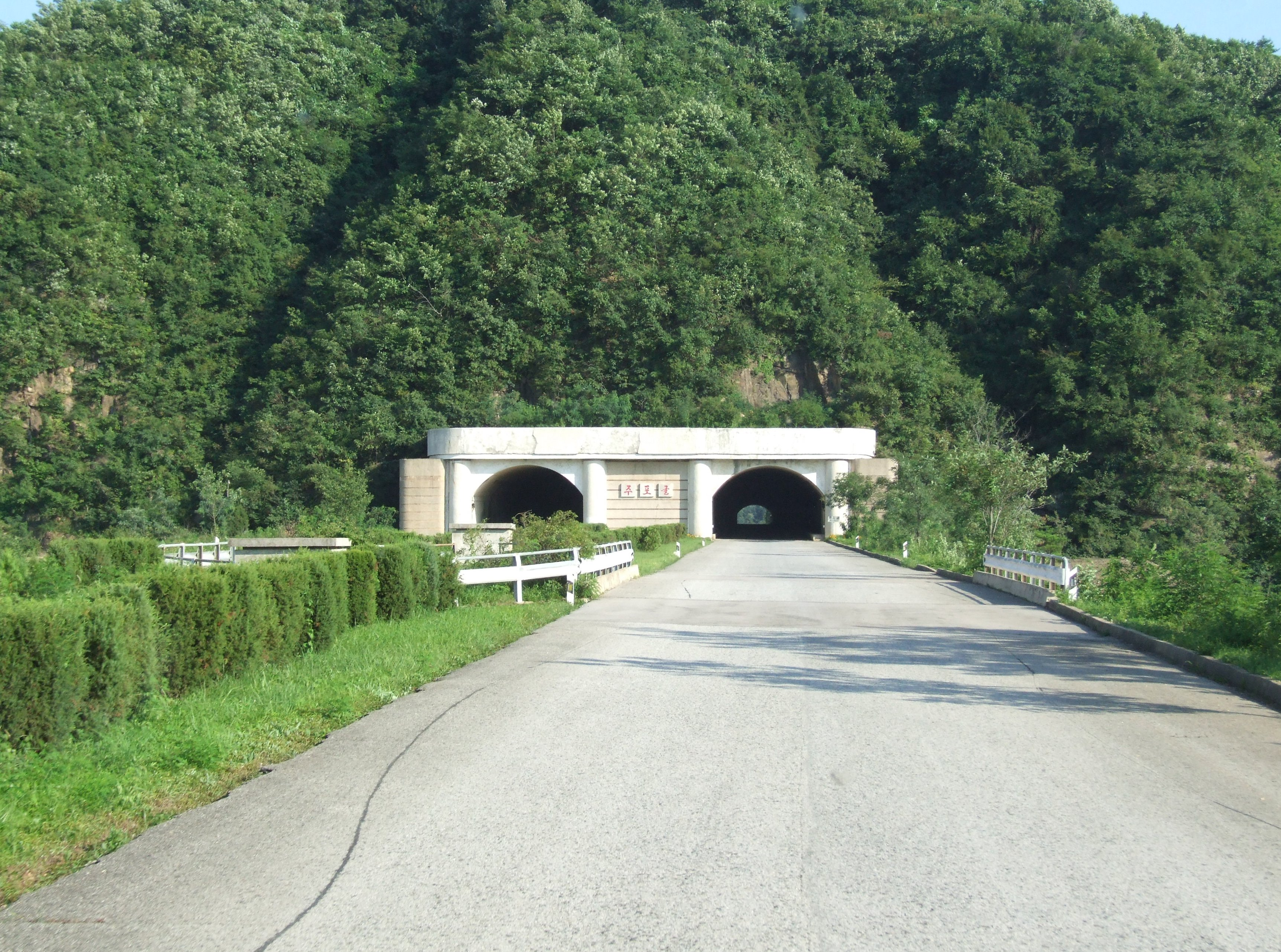
터널(주포굴)
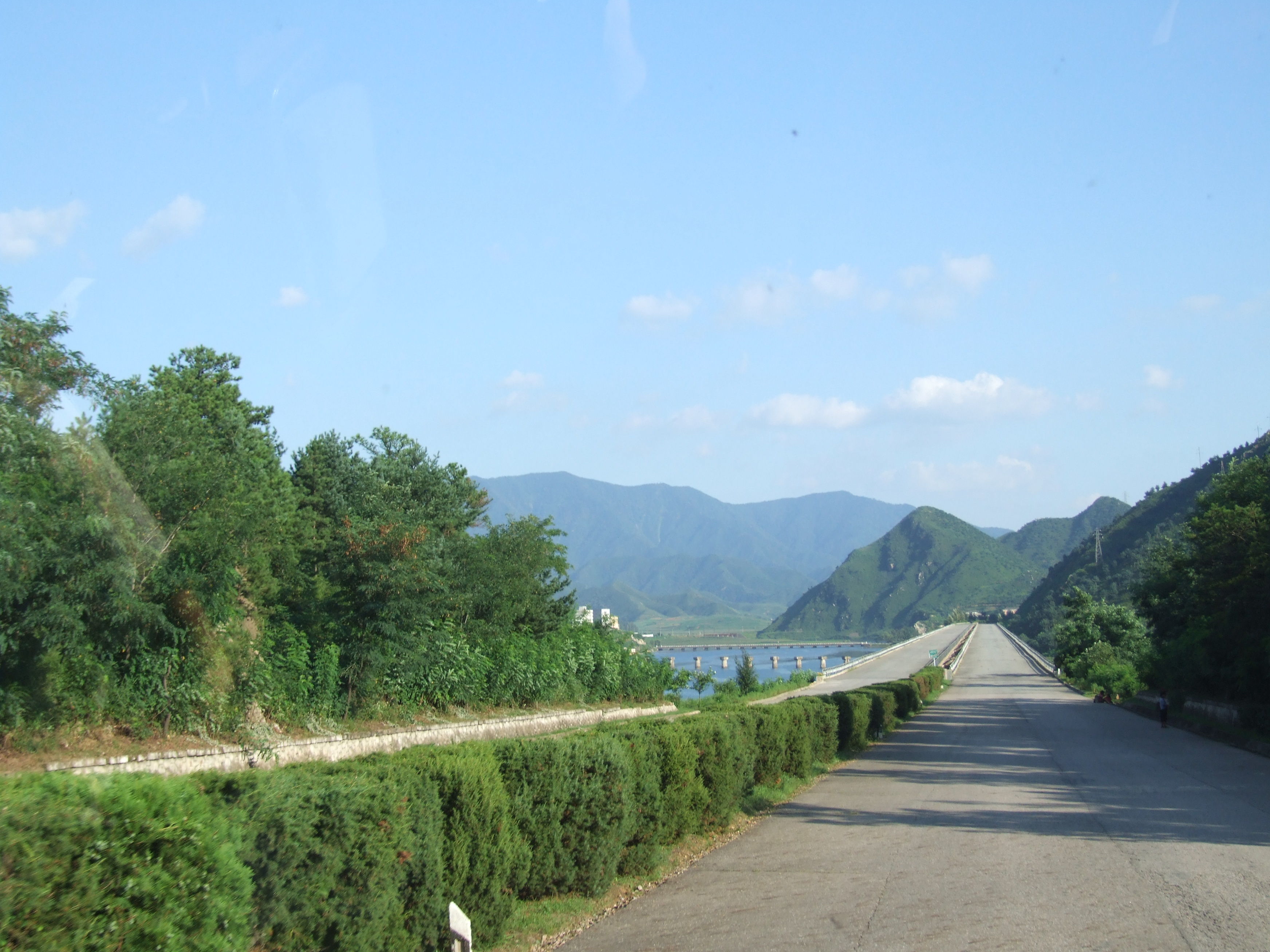
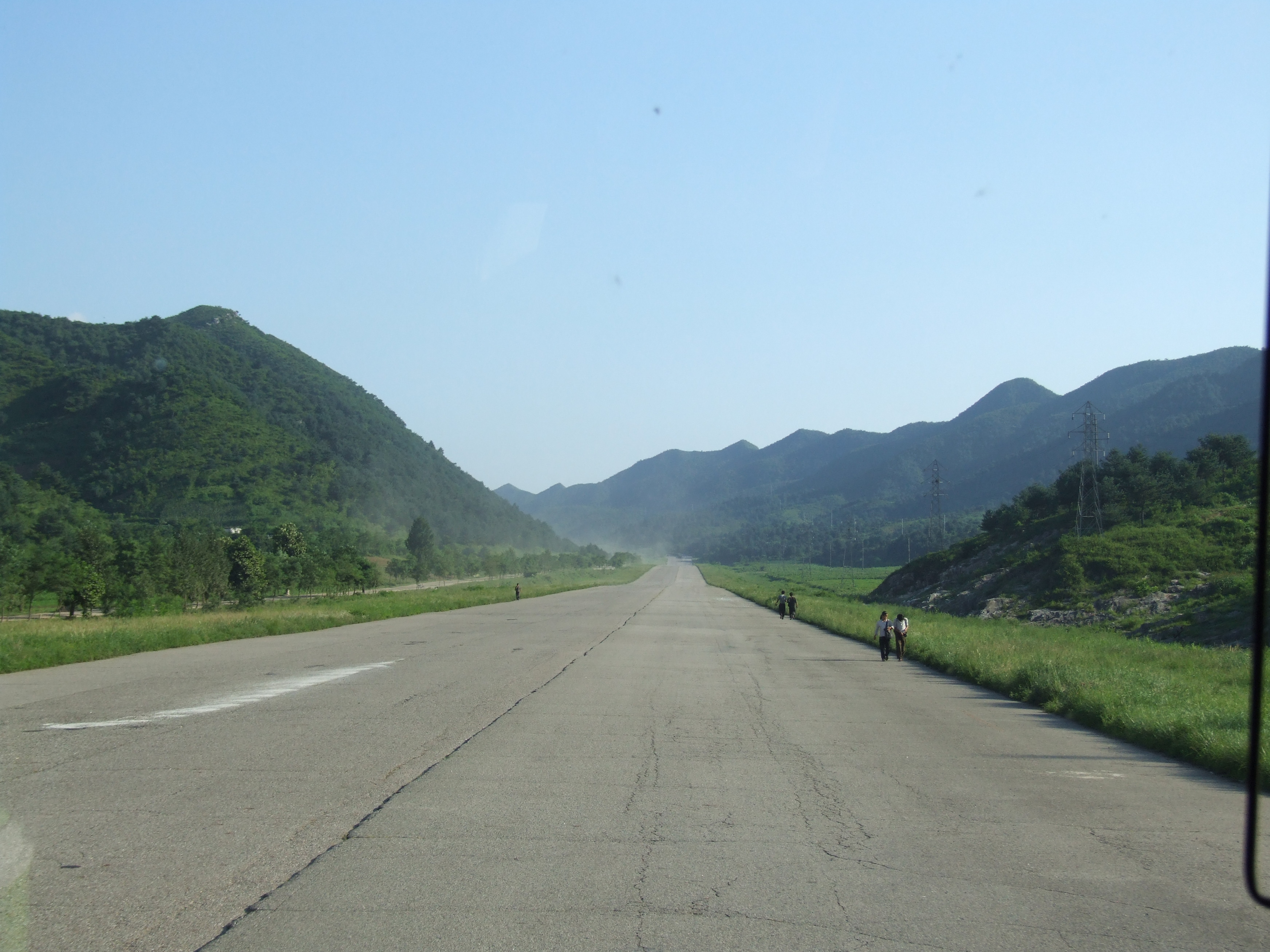
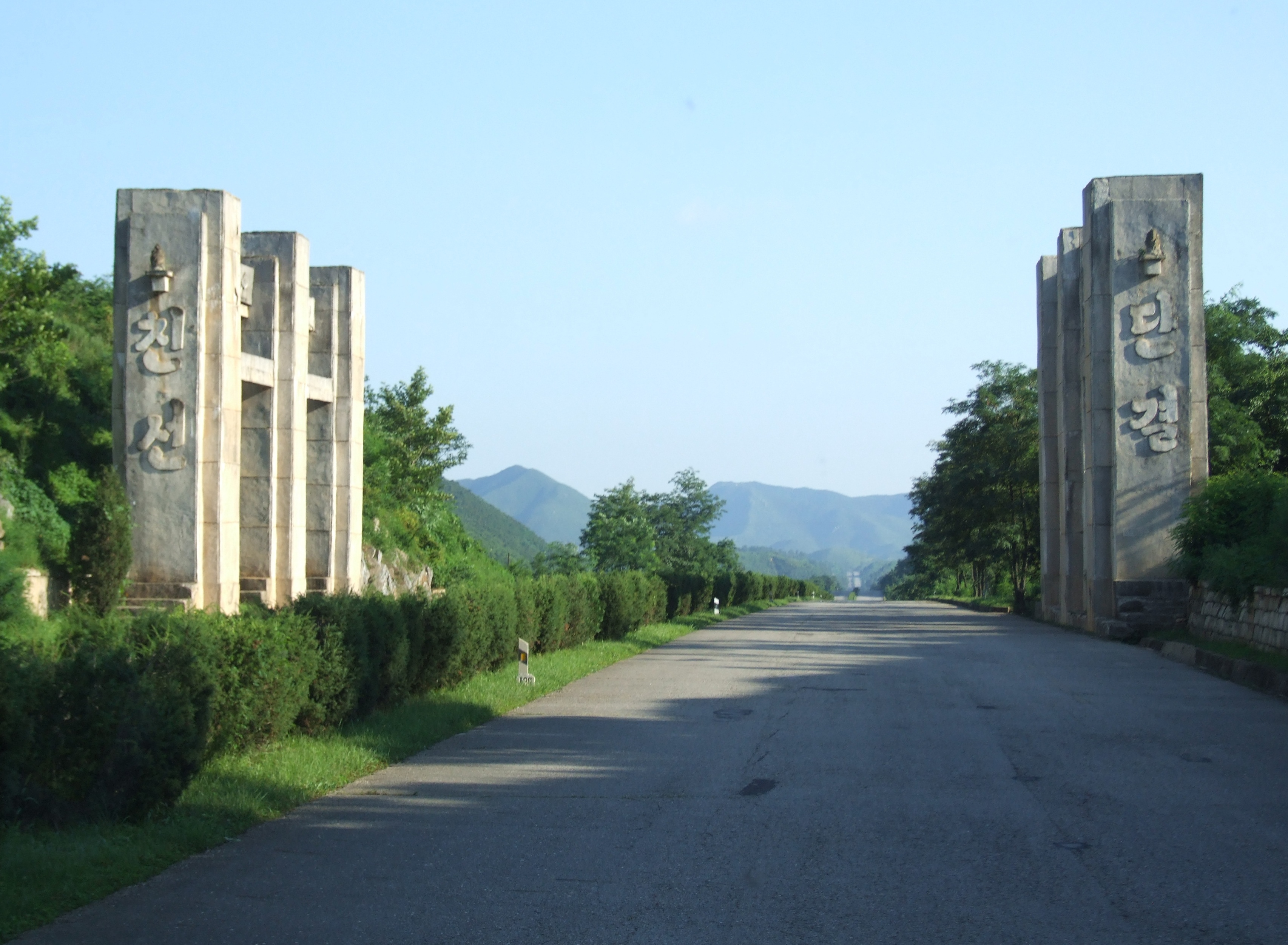
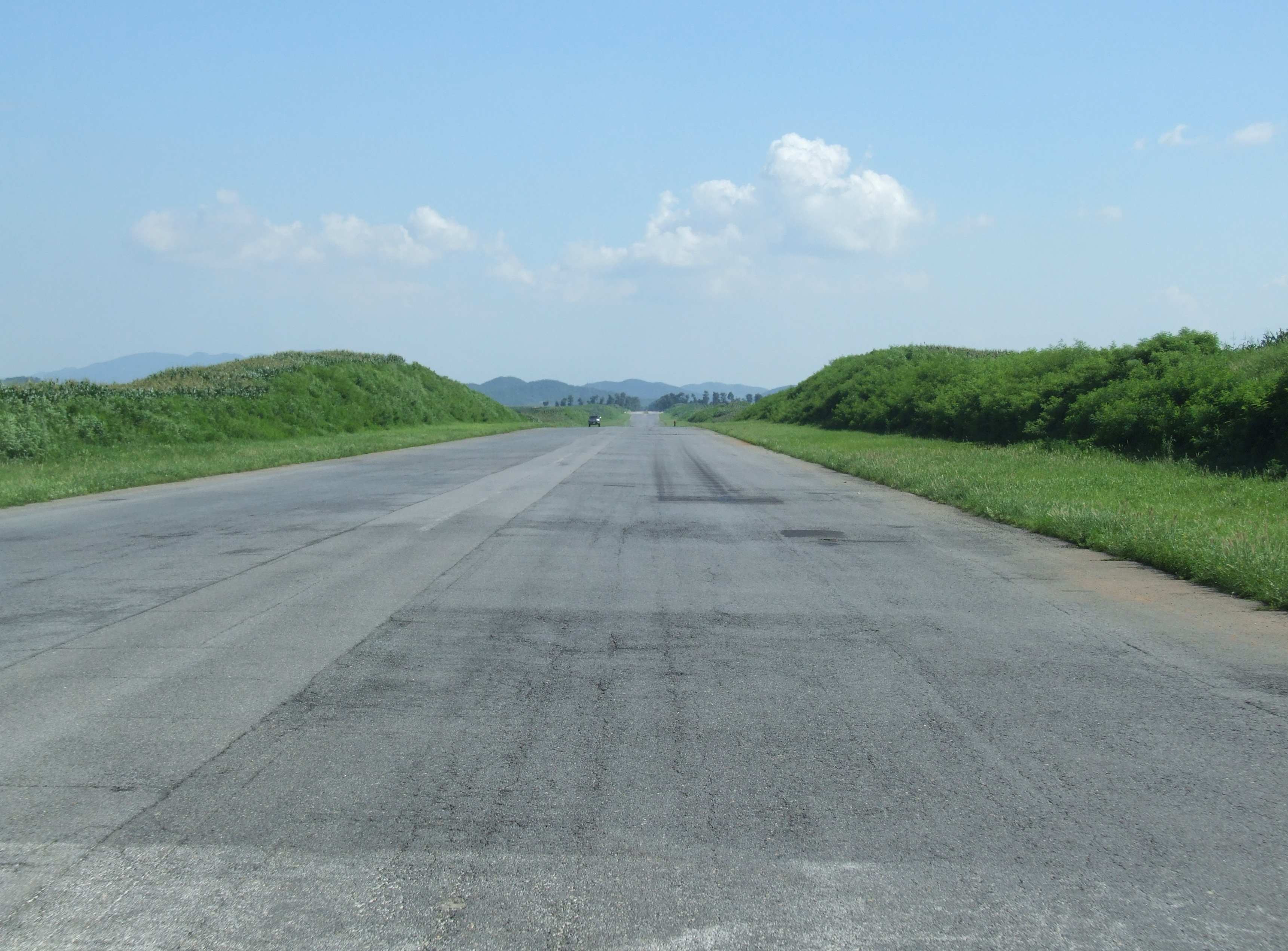
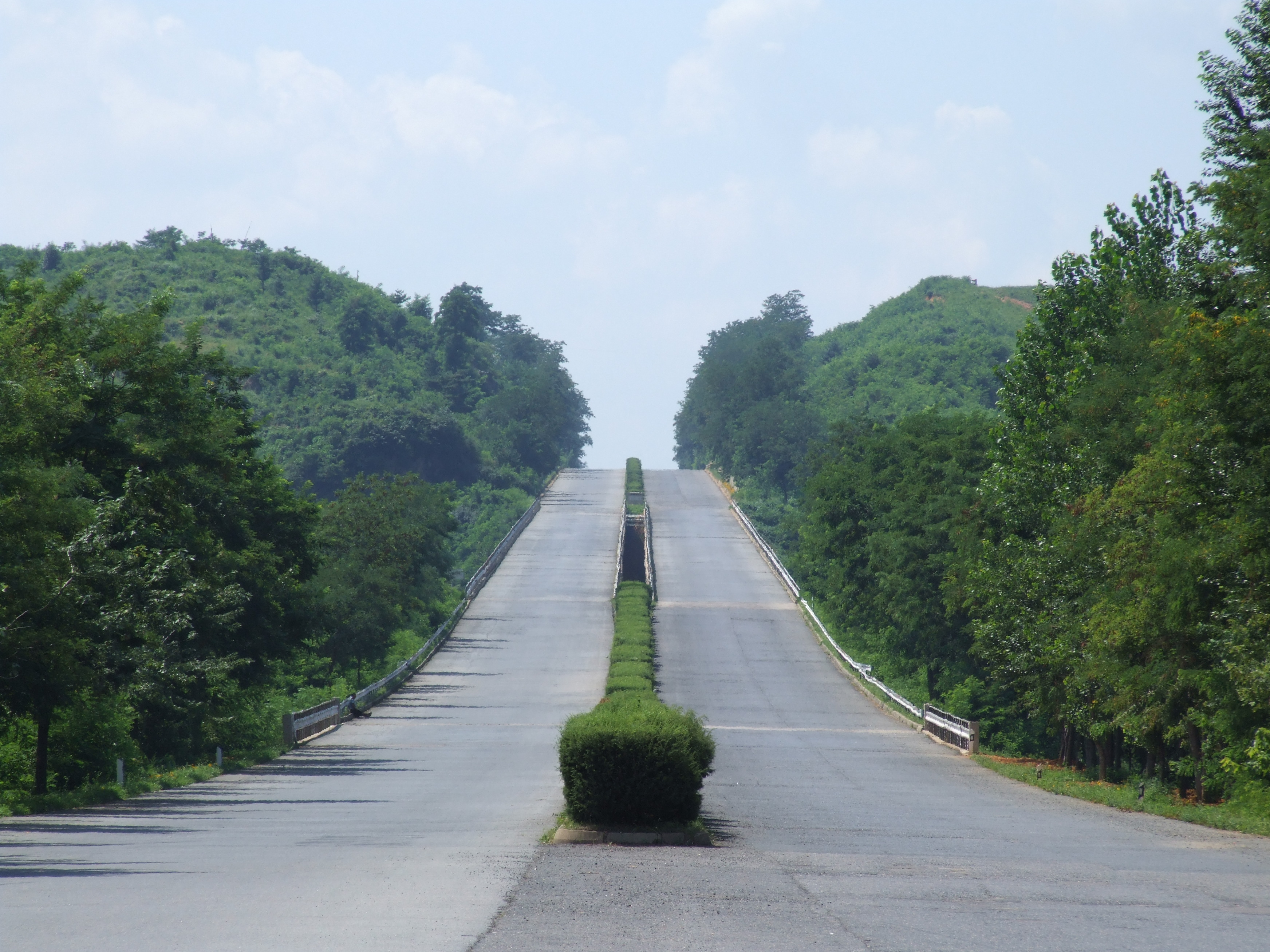

종점은 유럽 고속도로망하고 연결되어 있으며 대한민국하고 일본 사이를 연결하는 대한해협 노선은 카페리인 뉴 카멜리아호 등으로 연결되어 있다.
종점인 튀르키예에서는 유럽 고속도로 E 80 을 따라 불가리아, 세르비아, 이탈리아, 프랑스, 스페인을 거쳐 포르투갈의 리스본에 이른다.

## 경유 도시

### 일본

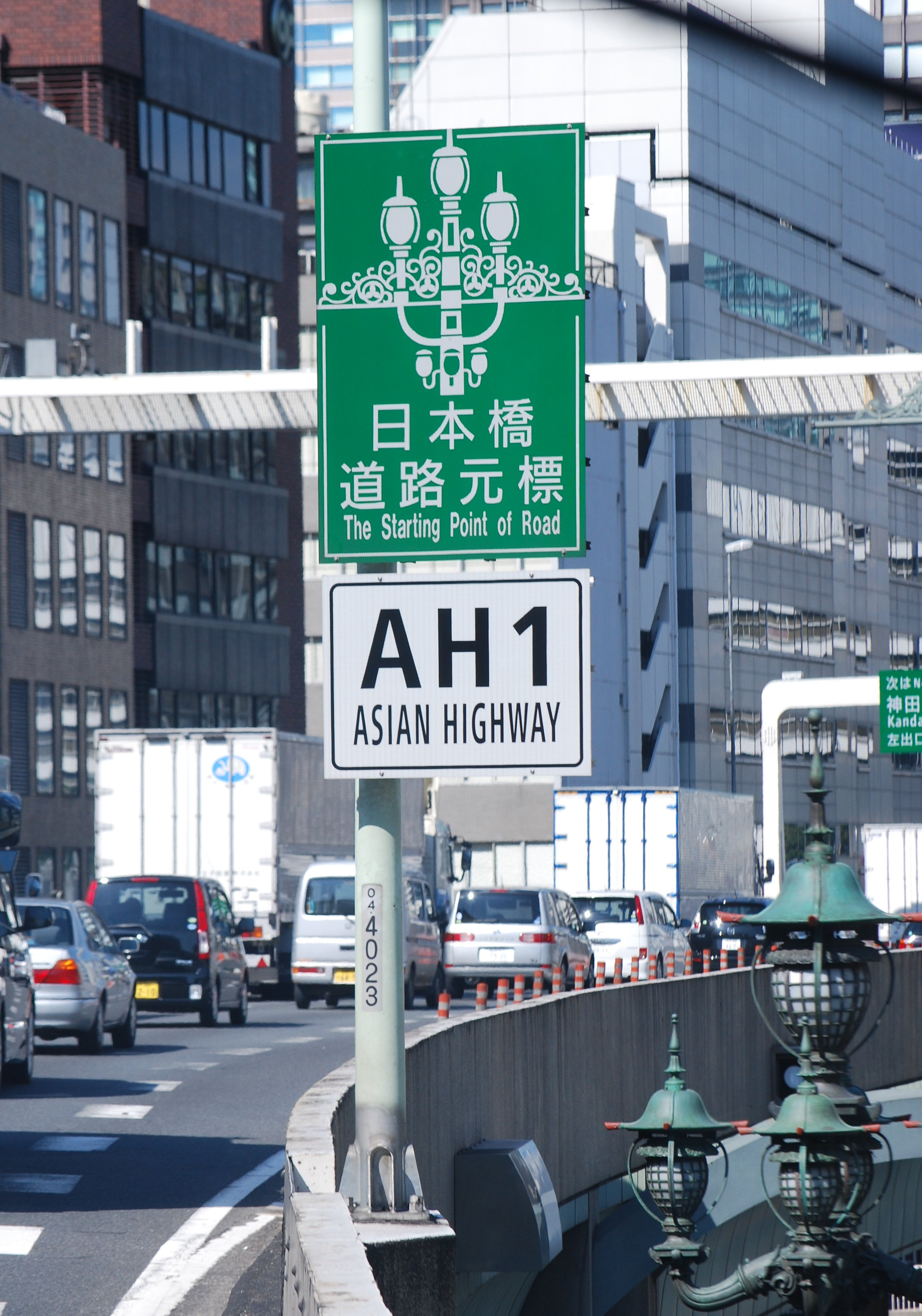
아시안 하이웨이 1호선이 시작되는 지점

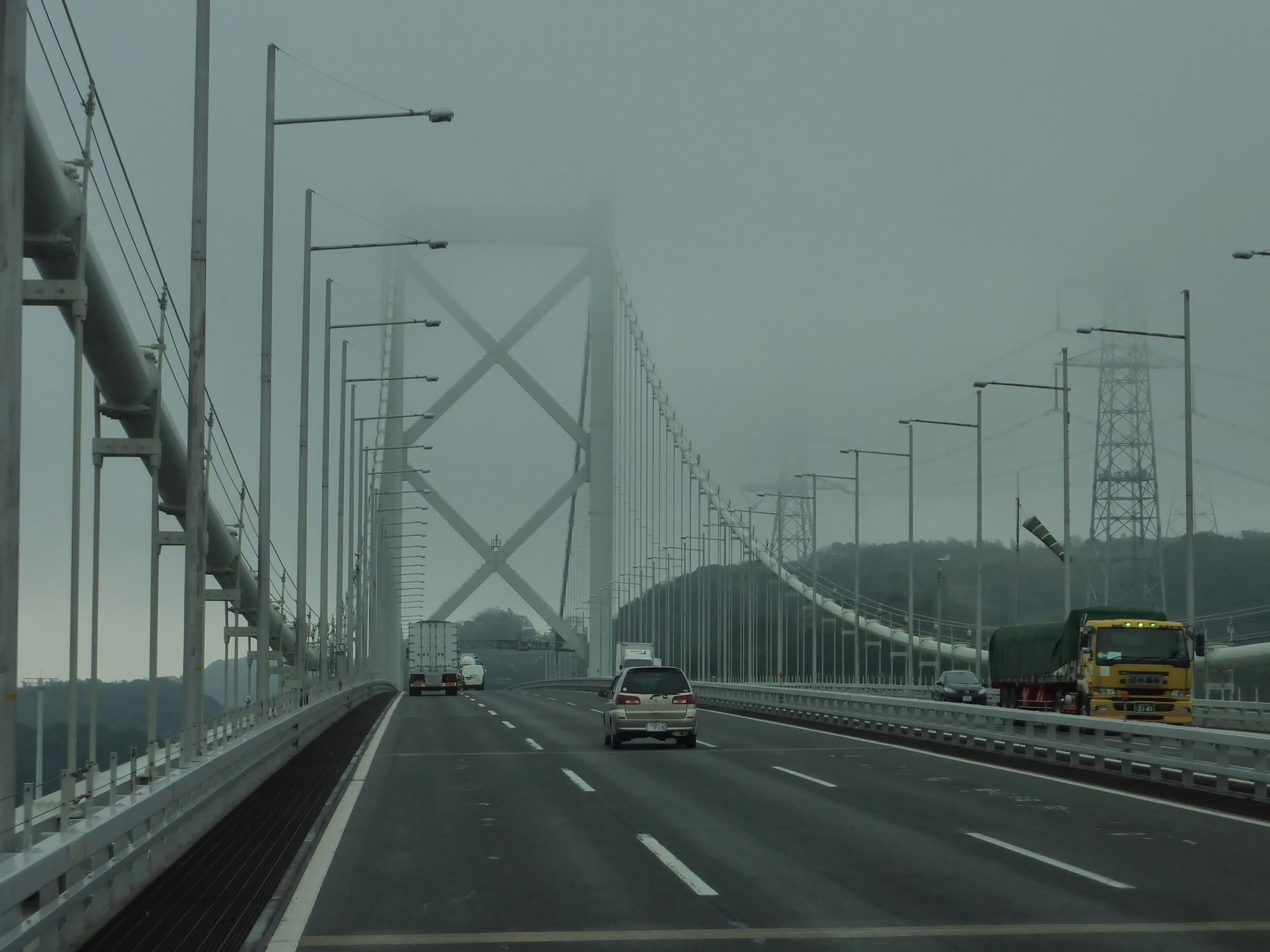
간몬 해협을 지나가고 있는 간몬 교의 모습

일본 국내 구간()은 총 연장 1,108km로 2003년 11월에 AH-1에 편입되었다. 아래 구간은 일본 국내에서의 루트이며 괄호 안에 있는 번호는 섹션 번호이다.
- 수도고속도로 도심 환상선 (에도바시 JCT -<1>- 다니마치 JCT(다케바시 JCT 경유))
- 수도고속도로 3호선 시부야 선 (다니마치 JCT -<1>- 요가 램프)
- 도메이 고속도로 (도쿄 IC -<1(완)>- 요코하마마치다 IC -<2>- 아쓰기 IC -<3>- 고텐바 IC -<4>- 누마즈 IC -<5>- 시즈오카 IC -<6>- 하마마쓰 IC -<7>- 도요카와 IC -<8>- 나고야 IC -<9>- 고마키 JCT -<10-> 고마키 IC)
- 메이신 고속도로 (고마키 IC -<10(완)>- 마이하라 JCT -<11>- 교토미나미 IC -<12>- 스이타 JCT)
- 주고쿠 자동차도 (스이타 JCT -<13>- 고베 JCT)
- 산요 자동차도 (고베 JCT -<14>- 산요히메지가시 IC -<15>- 오카야마 JCT -<16>- 후쿠야마니시 IC -<17>- 히로시마 JCT -<18>- 하스카이치 JCT)
- 히로시마이와쿠니 도로 (하스카이치 JCT -<18(완)>- 오오타케 JCT)
- 산요 자동차도 (오오타케 JCT -<18(완)>- 도쿠야마히가시 IC -<19>- 야마구치 JCT)
- 주고쿠 자동차도 (야마구치 JCT -<20>- 시모노세키 IC)
- 간몬 자동차도 (시모노세키 IC -<21>- 모지 IC)
- 규슈 자동차도 (모지 IC -<21(완)>- 고쿠라히가시 IC -<22>- 후쿠오카 IC)
- 후쿠오카 고속 4호 가스야 선 (후쿠오카 IC -<23>- 가이즈카 JCT)
- 후쿠오카 고속 1호 가시이 선 (가이즈카 JCT -<23(완)>- 하카타 항 국제 터미널)

후쿠오카부터는 하카타 항 국제 터미널에서 출발하는 카페리를 이용하여 대한민국 부산광역시에 도착한다. 
이 구간을 관통하는 한일해저터널도 구상되었으나 대한민국 국토해양부는 '경제성이 없다'는 이유로 이 사업을 백지화하였다.

### 대한민국
대한민국 국내 구간()은 총 연장이 약 500km이다.

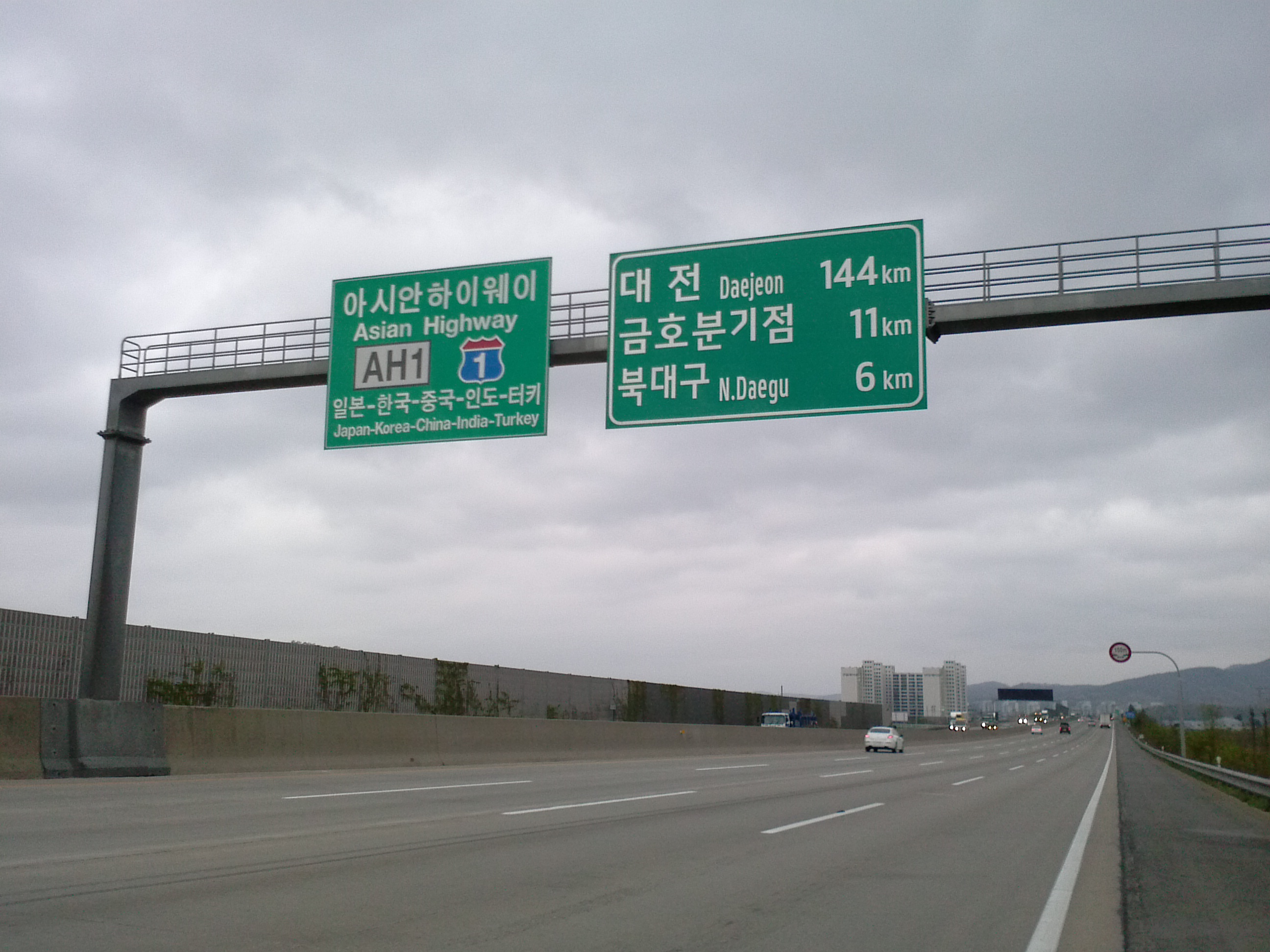
대한민국의 경부고속도로에 설치된 아시안 하이웨이 표지판

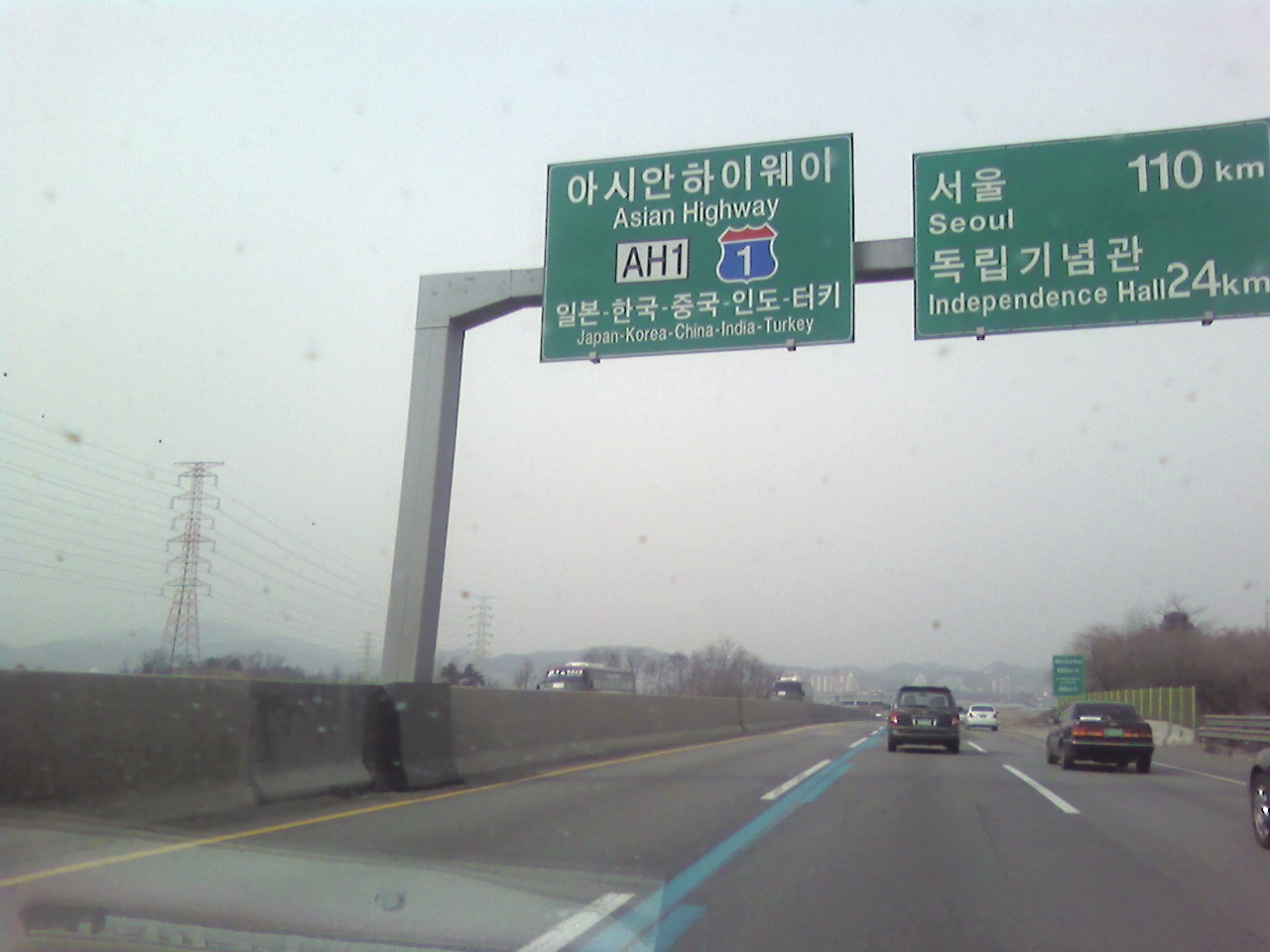
대한민국의 경부고속도로에 설치된 아시안 하이웨이 표지판

- 충장대로: 부산항국제여객터미널 - 부산광역시 동구
- 번영로 : 부산광역시 동구 - 부산광역시 남구 - 부산광역시 수영구 - 부산광역시 해운대구 - 부산광역시 동래구 - 부산광역시 해운대구 - 부산광역시 금정구
- 경부고속도로 : 부산광역시 - 양산시 - 울산광역시 - 경주시 - 영천시 - 경산시 - 대구광역시 - 칠곡군 - 구미시 - 김천시 - 영동군 - 옥천군 - 대전광역시 - 청주시 - 천안시 - 안성시 - 평택시 - 안성시 - 용인시 - 평택시 - 오산시 - 화성시 - 용인시 - 성남시 - 서울특별시 서초구
- 구 경부고속도로 : 서울특별시 서초구 - 강남구[5]
- 한남대로 (한남대교) : 서울특별시 강남구 - 용산구
- 남산제1호터널 : 서울특별시 용산구 - 중구
- 퇴계로 : 서울특별시 중구 - 서울역
- 통일로 : 서울역 - 종로구 - 서대문구 - 은평구
- 통일로 : 서울특별시 은평구 - 고양시 - 파주시 - 통일대교 - 판문점

### 조선민주주의인민공화국
조선민주주의인민공화국 국내의 구간은 총 연장 405km이다.
- 개성 방면 표지판
- 터널(주포굴)

- 판문점 - 평양개성고속도로
- 평양개성고속도로: 개성특별시 - 평양직할시
- 평양희천고속도로: 평양직할시 - 평원군 - 숙천군 - 문덕군 - 안주시
- 안주시 - 운전군 - 정주시 - 곽산군 - 선천군 - 동림군 - 염주군 - 용천군 - 신의주시

### 중화인민공화국
중화인민공화국 국내 구간()은 총 연장 4,283km이다.
- 조중우의교 ~ 랴오닝성 단둥 시

이후부터는 일반 국도와 고속 국도 두 개의 루트로 갈 수 있다.

### 

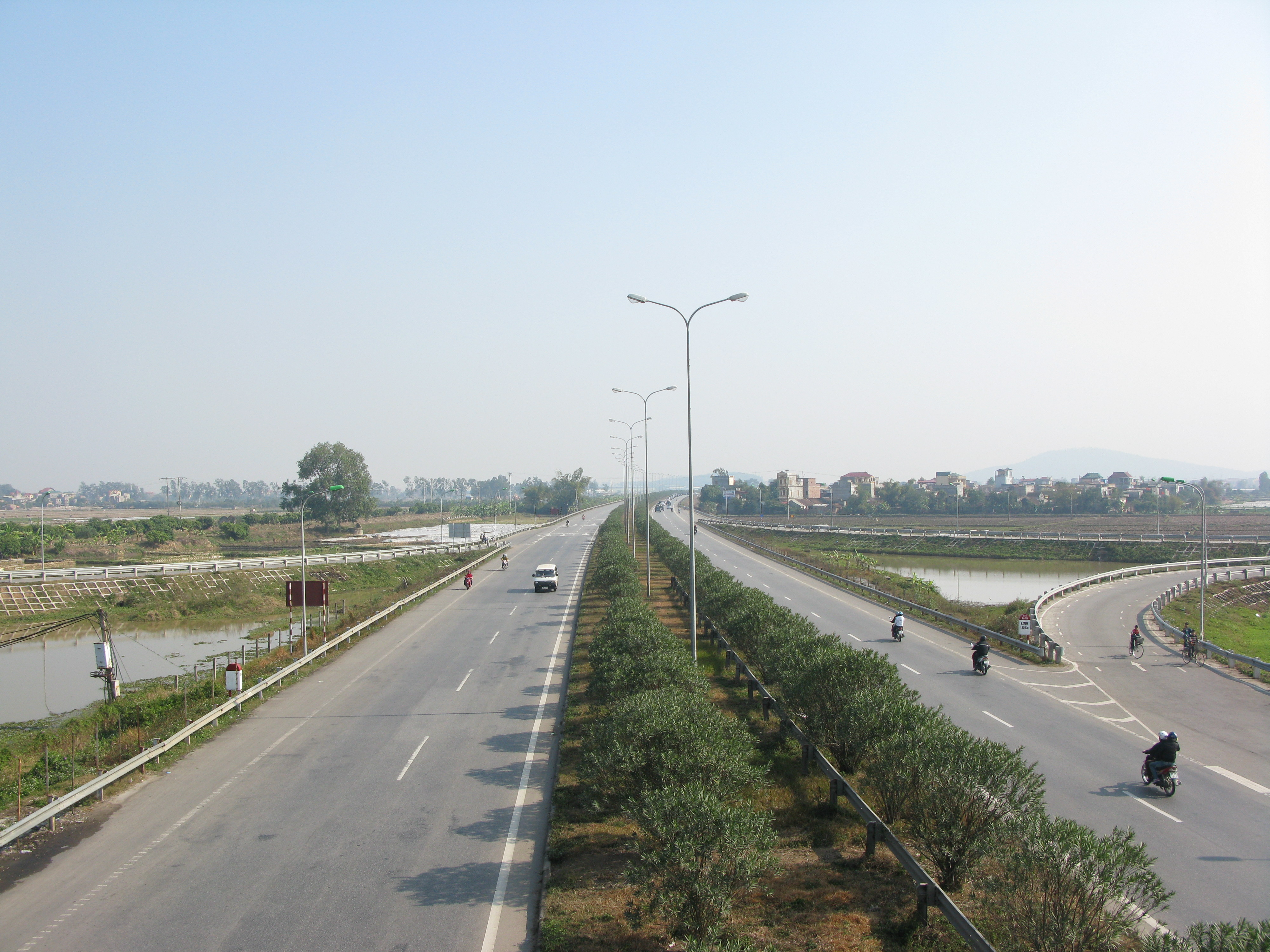
박닌 근교에 있는 남북고속도로 (베트남)의 모습

#### 일반 국도
- G304 : 단둥 시 ~ 선양시
- G102 : 선양시 ~ 베이징시
- G107 : 베이징시 ~ 허베이성 스자좡 시 ~ 허난성 정저우 시 ~ 신양 시 ~ 후난성 창사 시 ~ 샹탄 시 ~ 광둥성 광저우시
- G310 : 정저우 ~ 쉬창 ~ 신양 ~ 우한
- G107 : 우한 ~ 창사 ~ 샹탄
- G322 : 샹탄 ~ 광저우 ~ 난닝

#### 고속공로

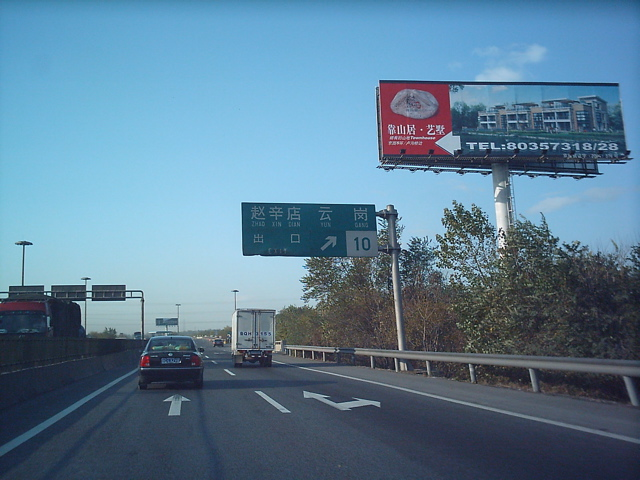
베이징 근교에 있는 징강아오 고속공로의 모습

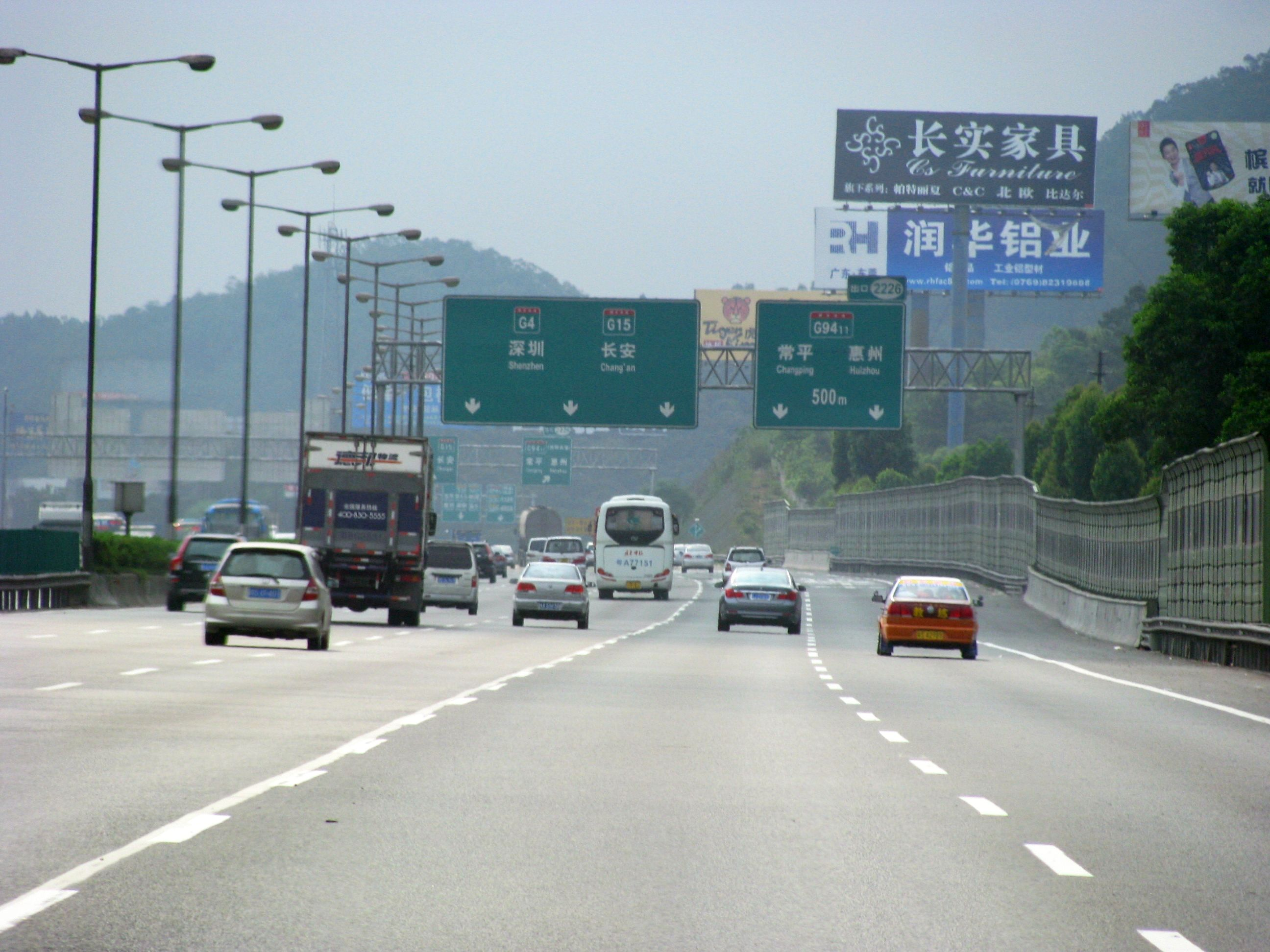
아시안 하이웨이 1호선에 편입된 고속공로의 모습

- 단푸 고속공로: 단둥 시 단둥 IC ~ 선양시 베이리관 JCT

### 베트남
- 국도 제1호선: 난닝-하노이 - 빈 - 동허이 - 동하 - 후에 - 다낭 - 호이안 - 냐짱 - 비엔호아 - 호찌민
- 국도 제22호선: 호찌민 - 목바이

### 캄보디아
- 5번: 목바이- 바벳 - 프놈펜
- 1번: 프놈펜 - 포이펫

### 태국
- 33번 도로: 아란야프라텟 - 카빈부리 - 힌콩
- 32번 도로: 왕노이 - 나콘사완
- 1번 도로: 나콘사완 - 딱
- 12번 도로: 딱 - 메솟

### 미얀마
- 미야와디 - 메이크틸라 - 만달레이 - 타무

### 인도
- NH39: 모레 - 임팔 - 코히마 - 디마푸르
- NH36: 디마푸르 - 나가온
- NH37: 나가온 - 누말리가르 - 조라밧 - 가우하티
- NH40: 가우하티 - 실롱 - 다우키

### 방글라데시
- 타마빌 - 실렛 - 나르싱디 - Katchpur - 다카 - Bhanga - 조쇼르 - 베나폴

### 인도
- NH35: 페트라폴 - 방가온 - 바라사트
- NH34: 바라사트 - 캘커타
- NH2: 캘커타 - 단바드 - 바리 - 바라나시 - 알라하바드 - 칸푸르 - 아그라 - 뉴델리
- NH1: 뉴델리 - 아따리

### 파키스탄
- 와가 - 라호르 - 구지란왈라 - 젤룸 - 라왈핀디 - 페샤와르 - 토르캄

### 아프가니스탄
- 잘랄라바드 - 카불 - 칸다하르 - 딜라람 - 헤랏 - 이슬람 칼라

### 이란
- 22번 도로: 도카룬 - 마슈하드
- 44번 도로: 마슈하드 - 샤흐라우드 - 담칸 - 셈난 - 테헤란
- 2번 고속도로: 테헤란 - 카즈빈- 타브리즈
- 32번 도로: 타브리즈- 바자르간

### 튀르키예
- E 80 100번 국도: 구르부락 (이란과 국경) - 도우베야짓 - 아슈칼레 - 레파히예 - 시바스
- E 88 100번 국도: 시바스 - 앙카라
- E 89 4번 고속도로: 앙카라 - 게레데 - 이스탄불
- E 80 2번 고속도로: 이스탄불 - 파티흐 술탄 메흐멧 다리
- E 80 3번 고속도로: 이스탄불 - 에디르네
- E 80 100번 국도: 에디르네 - 카피쿨레
- E 80 (불가리아하고 국경)

## 같이 보기
- 아시안 하이웨이
- 아시안 하이웨이 5호선
- 아시안 하이웨이 6호선
- 아시안 하이웨이 32호선
- 유럽 고속도로 80호선
- 유럽 고속도로 30호선
- 대한민국의 아시안 하이웨이 1호선